# Feliceni
Feliceni (węg. Felsőboldogfalva) – wieś w Rumunii, w okręgu Harghita, w gminie Feliceni. W 2011 roku liczyła 808 mieszkańców.